# Eau de Paris
Eau de Paris, plným názvem Société anonyme de gestion des eaux de Paris (SAGEP) je vodárenská společnost zřízená městem Paříží, která od 1. května 2009 spravuje zásobování města pitnou vodou a od 1. ledna 2010 i vodovodní distribuční síť.

## Postavení a organizace
Do roku 2008 spravovaly distribuci vody v Paříži soukromé společnosti Compagnie générale des Eaux (skupina Veolia Environment) a Lyonnaise des Eaux (skupina Suez). V listopadu 2008 odhlasovala Pařížská rada odkoupení jejich podílů prostřednictvím státní banky Caisse des Dépôts a tím byla distribuce vody přenesena do veřejného sektoru. Prezidentem společnosti je Anne Le Strat, zástupkyně pařížského starosty.

## Technické aspekty
Eau de Paris koordinuje výrobu a distribuci vody v Paříži. Voda pro Paříž pochází z poloviny z podzemních vod a polovinu tvoří povrchová voda. Říční voda je upravována ve vodárnách v Ivry-sur-Seine, Orly a Joinville-le-Pont. Před rozvodem je voda uložena v pěti hlavních nádržích v L'Haÿ-les-Roses, Les Lilas, Ménilmontant, Montsouris a Saint-Cloud. Jejich celková kapacita činí 1,4 miliónu m3 vody, což je spotřeba města na dva dny.
Vodovodní síť spravovaly do roku 2010 dvě soukromé společnosti:
- Compagnie des eaux de Paris, pobočka firmy Générale des eaux, severně od řeky Seiny (pravý břeh)
- Eau et force parisienne des eaux, pobočka firmy Lyonnaise des eaux, jižně od řeky Seiny (levý břeh)

Zaměstnanci těchto dvou společností byli převedeni do Eau de Paris.